# Triaenodes siculus
Triaenodes siculus är en nattsländeart som först beskrevs av Barnard 1934.  Triaenodes siculus ingår i släktet Triaenodes och familjen långhornssländor. Inga underarter finns listade i Catalogue of Life.